# 辰韓

辰韓
辰韓

朝鮮半島の地図

1. 

辰韓（しんかん、紀元前2世紀 - 356年）は、朝鮮半島南部にあった三韓の一つ。帯方郡の南、後の新羅と重なる場所にあった地域である。その境は、南にある弁韓と接しており、入り組んでいた。もともと6国であったが、後に分かれて12国になった。そのうちの斯蘆が後の新羅になった。辰韓人は穀物と稲を育て、養蚕を生業としていた。『後漢書』弁辰伝や『三国志』魏書弁辰伝によると、馬韓人とは言語が異なっていたが、弁韓人とは互いに雑居し、風俗や言語は似通っていたという。ゆえに他国や他民族からは弁韓、辰韓をまとめて『弁辰』や同一発音の故に『秦韓』とも呼ばれていた。

## 辰韓 成立過程
『三国志』には、辰韓人の言語は馬韓人の言語とは異なると記録されているが『三国志』の作者は実際に辰韓を訪ねてはいなかった。

## 辰韓と新羅の関係
韓国の歴史教科書は『三国史記』の神話に基づいて、「新羅の建国年は、紀元前57年」と記述している

## 辰韓12カ国
出所
1. 已柢国（己柢国）
2. 不斯国
3. 勤耆国
4. 弁辰彌離彌凍国
5. 弁辰楽奴国
6. 冉奚国
7. 軍彌国
8. 如湛国
9. 戸路国
10. 州鮮国（馬延国）
11. 斯盧国
12. 優由国